# 透堡站
透堡站是温福铁路上的一个中间车站，位于罗源站与连江站、刘洋寨山和鸡面山之间，是五等站。

## 使用情况
该站不办理客运业务。2018年春运期间，每天有118趟动车通过、10趟货物列车停靠。